# 二硫化钴
二硫化钴是一种无机化合物，化学式为CoS2，具有黄铁矿结构。二硫化钴在120K以下具有铁磁性，高于此温度时有顺磁性。

## 制备
二硫化钴可由单质直接化合得到：
{\displaystyle {\rm {Co}}+{\rm {2S}}{\stackrel {\Delta }{=\!=\!=}}{\rm {CoS}}_{2}}
以无水、无氧的甲苯为溶剂，氯化钴和多硫化钠进行溶剂热反应：
{\displaystyle {\rm {CoCl}}_{2}+{\rm {Na}}_{2}{\rm {S}}_{x}{=\!=}{\rm {CoS}}_{2}+{\rm {(x-1)S}}+{\rm {2NaCl}}}

## 应用
二硫化钴可以用作Li/CoS2热电池，其优点是它在熔盐中溶解度小，且较二硫化铁有较高的分解温度和电导率。